# Wallfahrtskirche der Madonna della Bocciola

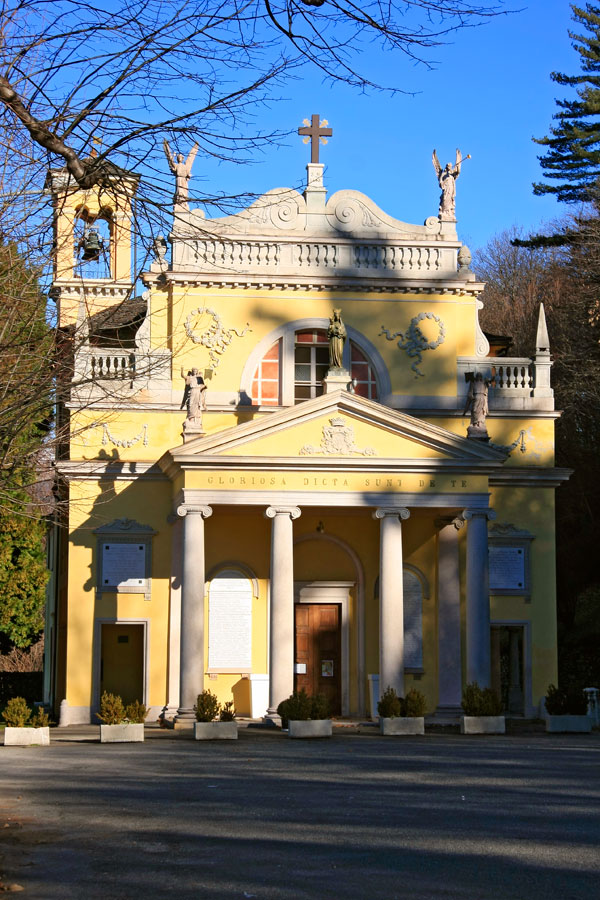
Die Kirche

Die Wallfahrtskirche der Madonna della Bocciola befindet sich in Vacciago, einem Ortsteil der Gemeinde Ameno, in der Provinz Novara in Italien. Die Wallfahrtsstätte erinnert daran, was die katholische Kirche als ein Wunder ansieht: die Erscheinung Marias vor einem Hirtenmädchen namens Giulia Manfredi im Jahr 1543.

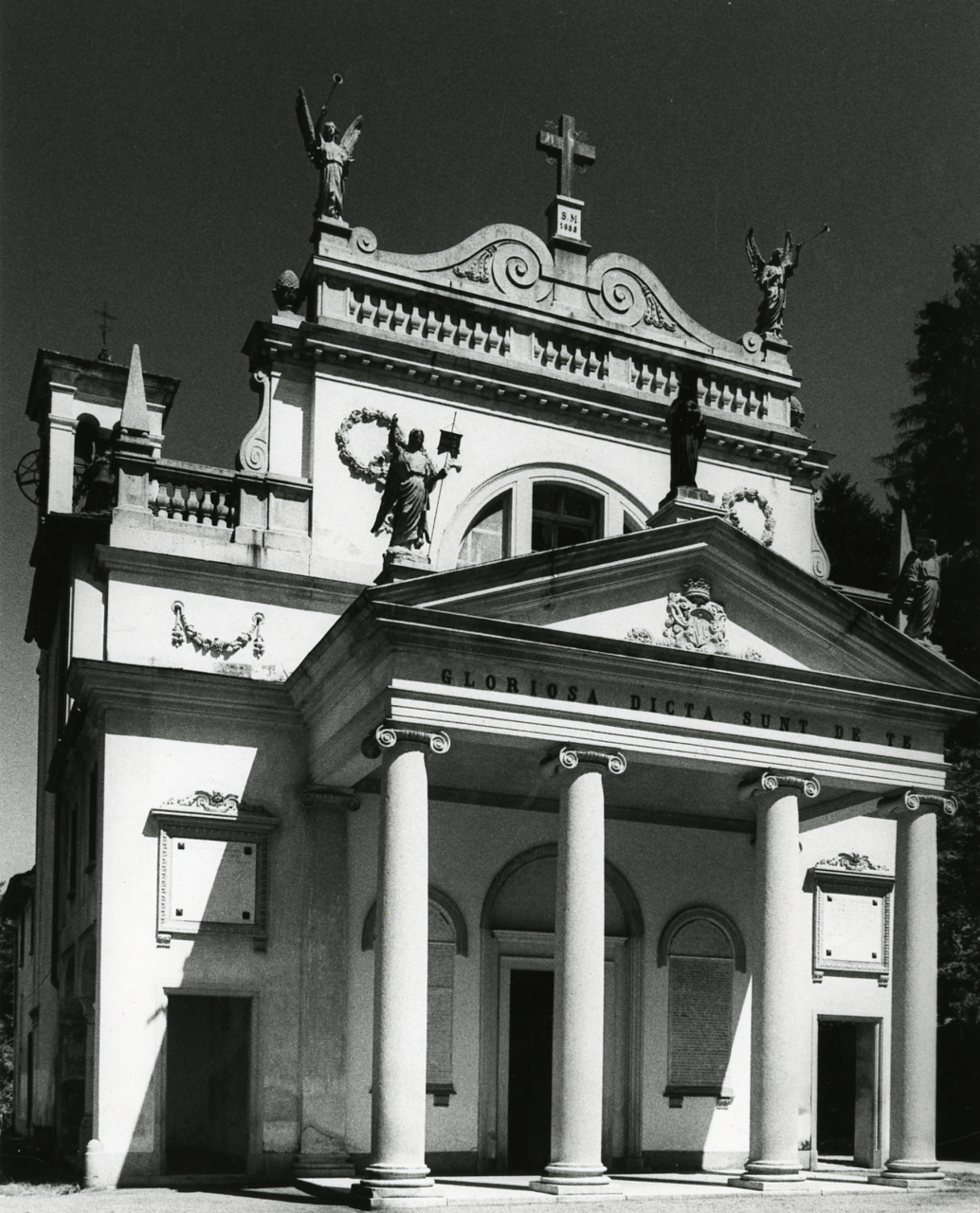
Foto von Paolo Monti

Der religiösen Legende zufolge verhieß die Madonna durch die Vermittlung der Seherin Gunstbeweise des Himmels, falls die Bewohner dieses Dorfes am Ostufer des Ortasees sich zur Vorbereitung auf den Sonntag bereits am Samstagnachmittag dem Gebet widmen und der Arbeit enthalten würden. Nach und nach wuchs die Wallfahrtsstätte an und erhielt bis 1875 ihre heutige Form im klassizistischen Stil.
Die Ausmalung (1822–1824) stammt von Agostino Comerio (1774–1834).